# Duncan Trussell
Charles Duncan Trussell (Asheville, 20 de abril de 1974) es un actor, comediante, productor y guionista estadounidense, reconocido principalmente por su participación en las series animadas Hora de aventura y  The Midnight Gospel. Como guionista ha trabajado en varias series de televisión y programas de humor como This is Not Happening y Pretend Time. Ha oficiado además como productor de cine y televisión.

## Filmografía

### Cine y televisión
- 2020 - The Midnight Gospel
- 2016 - Animals
- 2015 - Ugly Mutt
- 2013-2014 - Hora de aventura
- 2014 - Story Pig
- 2014 - TripTank
- 2014 - Pound House
- 2011 - The Master Cleanse
- 2011 - Thunderbrain
- 2010-2011 - Pretend Time
- 2011 - Aqua Teen Hunger Force
- 2010-2011 - Funny or Die Presents...
- 2009 - Curb Your Enthusiasm
- 2007-2009 - Stupidface
- 2007- Teenius
- 2007 - Galaxy Cabin
- 2005 - Accidentally on Purpose
- 2004 - MADtv